# Champagney (Doubs)
Champagney é uma comuna francesa na região administrativa de Borgonha-Franco-Condado, no departamento de Doubs. Estende-se por uma área de 3,01 km². Em 2010 a comuna tinha 287 habitantes (densidade: 95,3 hab./km²).